# Frank Gun
Frank Gun (ur. 23 lutego 1971 w Budapeszcie) – węgierski aktor i reżyser (w latach 2009–2010) filmów pornograficznych.

## Kariera
Pracował w służbie zdrowia, zanim w wieku 20 lat trafił do branży pornograficznej i rozpoczął karierę jako fotomodel. Wkrótce zagrał w niemieckich produkcjach wytwórni VTO (Verlag Teresa Orlowski / Video Teresa Orlowski) Teresy Orlowski, w tym Wild and Hard (1991) z udziałem Seana Michaelsa. W filmie Mega Movie Der Vögelwettbewerb (1992) pojawił się w scenie z pokazami seksu „na żywo” przed publicznością w klubie, gdzie wykonuje taniec ze striptizem z saltami w tył. Następnie podpisał kontrakt z MagmaFilm w Essen i wystąpił w filmach kostiumowych Waltera „Moliego” Molitora – Intime Kammerspiele (1992) w roli Piotra i parodii Mad Max z gatunku science–fiction – Mad Sex (1994) jako towarzysz Lotha (Christoph Clark), lidera Breastless Ones. Występował w pornobaśni LUX Videó Królewna Śnieżka (Hótehénke, 1994) w reż. Kovi’ego – parodiował jednego z krasnali.
Joe D’Amato zaangażował go do swoich wysokobudżetowych filmów kostiumowych takich jak Amore & Psiche (1996) jako Eros, Le fatiche erotiche di Hercules (1997), Samson in the Amazon’s Land (1997) jako Samson, Olympus: Rifugio degli dei (1997) jako Horacy, Sodoma & Gomorra (1997), Sahara (1998) jako Ali i As Aventuras sexuals de Ulysses (1998) jako Odyseusz. Podjął też współpracę z Private. Pojawił się jako Kommodus w pełnometrażowej porno-parodii Gladiatora – trylogii Antonio Adamo (2002).
Występował także w porno parodiach i porno pastiszach, m.in. Lara Croft: Tomb Raider – Zagłada wojownika (Doom Fighter, 2000) Gianfranco Romagnoliego i Mata Hari – Private Gold 74-75: Code Name Mata-Hari (2006) Antonio Adamo. W realizacji DDFNetwork Threeway Costume Fuck Fest (2008) zagrał arcybiskupa.
Współpracował z takimi reżyserami jak Christoph Clark, Raul Cristian, Marc Dorcel, Manuel Ferrara, Steve Holmes, Frank Major, Harry S. Morgan, David Perry, Mario Salieri, Rocco Siffredi i Pierre Woodman.
Jego partnerkami na ekranie były m.in.: Anita Blond, Anita Dark, Annette Schwarz, Ariana Jollee, Ashley Blue, Briana Banks, Bridgette Kerkove, Cristina Bella, Katsuni, Mandy Bright, Monica Sweetheart, Nikki Anderson, Rita Faltoyano, Silvia Saint, Sophie Evans i Tarra White.
W 2009 zadebiutował jako reżyser produkcji BDSM Antigua Pictures Tears of Fear.

## Życie prywatne
Związany był z Jenny Fields i Anitą Blond (1995).

## Nagrody i nominacje
| Rok  | Nagroda          | Kategoria                                              | Film                                        | Inni wykonawcy                                                                            | Rezultat  |
| ---- | ---------------- | ------------------------------------------------------ | ------------------------------------------- | ----------------------------------------------------------------------------------------- | --------- |
| 1995 | AVN Award        | Najlepsza scena seksu grupowego w produkcji wideo      | Private Film 11: Virgin Treasures 1 (1994)  | Brittania, Erika Bella, Kathy Kash, Kitty Yung, Sidonie Lamour, David Perry i Alberto Rey | Nominacja |
| 1999 | AVN Award        | Najlepsza scena seksu w zagranicznej produkcji – wideo | Triple X Files 5: Enjoy Silvie (1998)       | Silvia Saint, Micha i David Perry                                                         | Nominacja |
| 1999 | AVN Award        | Najlepsza scena seksu w zagranicznej produkcji – wideo | Planet Sexxx (1998)                         | Regina (w napisach: Henriette Adams), Nora Forter i Regina Sipos                          | Nominacja |
| 2002 | AVN Award        | Najlepsza scena seksu analnego                         | Rocco – Animal Trainer 5 (2001)             | Suzette Sebring, Alberto Rey, David Perry, Leslie Taylor i Robert Ribot                   | Wygrana   |
| 2003 | AVN Award        | Najlepsza scena seksu w zagranicznej produkcji         | Private Gold 54: Private Gladiator 1 (2002) | Dorothy Black i Rita Faltoyano                                                            | Nominacja |
| 2004 | European-X-Award | Najlepszy aktor (Węgry)                                | –                                           | –                                                                                         | Nominacja |
| 2004 | AVN Award        | Wykonawca zagraniczny roku                             | –                                           | –                                                                                         | Nominacja |
| 2005 | AVN Award        | Najlepsza scena seksu w produkcji zagranicznej         | Euro Angels Hardball 24 (2004)              | Sarah Blue, Franco Roccaforte, Mandy Bright i Jean-Yves Le Castel                         | Nominacja |
| 2005 | AVN Award        | Najlepsza scena triolizmu (chłopak/chłopak/dziewczyna) | Riot Sluts (2004)                           | Mandy Bright i Brandon Iron                                                               | Nominacja |
| 2005 | AVN Award        | Najlepsza scena seksu grupowego – wideo                | Squirtwoman (2004)                          | Cytherea, Roxanne Hall i Arnold Schwartzenpecker                                          | Nominacja |
| 2006 | AVN Award        | Wykonawca zagraniczny roku                             | –                                           | –                                                                                         | Nominacja |
| 2007 | AVN Award        | Najlepsza scena seksu grupowego                        | Emperor (2006)                              | Antonio Ross, Cristina Bella, Dominic, Lauro Giotto i Victoria Swinger                    | Nominacja |
| 2009 | AVN Award        | Najlepsza scena seksu w zagranicznej produkcji         | Ass Traffic 3 (2007)                        | Bonny Bon, Anthony Hardwood, Nick Lang, Mugur i Lauro Giotto                              | Wygrana   |
| 2009 | AVN Award        | Wykonawca zagraniczny roku                             | –                                           | –                                                                                         | Nominacja |
| 2010 | AVN Award        | Najlepsza scena seksu w produkcji zagranicznej         | All Internal 9 (2008)                       | Cherry Jul, Titus Steel i James Brossman                                                  | Nominacja |
| 2011 | Galaxy Award     | Najlepsza wykonawca                                    | Assholefever 96881: Double Time (2010)      | Alysa Gap i Anthony Hardwood                                                              | Nominacja |
| 2011 | AVN Award        | Wykonawca zagraniczny roku                             | –                                           | –                                                                                         | Nominacja |
| 2012 | AVN Award        | Najlepsza scena seksu w zagranicznej produkcji         | Tamed Teens 9 (2010)                        | Izabella, Lauro Giotto i Nick Lang                                                        | Nominacja |